# Il teatrino dei Gufi n°. 2
Il teatrino dei Gufi n. 2 (1968) è il settimo album registrato da I Gufi.

## Tracce
Lato A
1. Funeral Show  (testo Roberto Brivio, musica Mansueto Deponti e Lino Patruno) -
2. Il "tavola calda" (testo Nanni Svampa, musica Franco Cassano e Lino Patruno) -
3. Per quel vizi...  (testo Roberto Brivio, musica Ario Albertarelli) -
4. Gli impiccati (testo Giancarlo Cobelli, musica Jacqueline Perrotin) -
5. Vicolo cieco (Ario Albertarelli)
6. Evviva Natale

Lato B
1. La Santa Caterina (testo I Gufi, musica Lino Patruno) - 3:04
2. Capinera
3. La lucumutivi
4. Stellette
5. Stamattina si va all'assalto NN. trascr. L. Patruno
6. La guerra (Sergio Endrigo)